# Портисхед
Портисхед (англ. Portishead) — прибережне місто на лимані Северн, за 12 км., на захід від Брістоля, але в межах унітарного округу Північний Сомерсет, який входить до церемоніального графства Сомерсет, Англія. Його населення становить близько 25 000, темпи зростання значно перевищують темпи зростання в навколишніх містах.

## Історія
Назва Портісхед походить від «порту на початку річки». Час від часу його називали Портсхед і Портшут, а в «Книзі страшного суду» — Портешеве, а місцеві жителі називали Посет.